# Franciscus Gerard van Bloemen Waanders
Franciscus Gerard van Bloemen Waanders (* 4. Juli 1825 in Antwerpen, Königreich der Vereinigten Niederlande, heute: Belgien; † 22. Juli 1892 in Breda, Provinz Noord-Brabant) war ein niederländischer Kolonialbeamter und konservativer Politiker, der  unter anderem 1883 Kolonialminister im Kabinett Heemskerk Azn. war.

## Leben
Franciscus wurde am 4. Juli 1825 in Antwerpen als Sohn von Henri Louis van Bloemen Waanders und Elisabeth Antoinette Reijntjes geboren.
Franciscus Gerard van Bloemen Waanders zog 1837 als Zwölfjähriger nach Niederländisch-Indien und trat dort in den Kulturdienst der Kolonialverwaltung ein. Er durchlief verschiedene Funktionen und wurde 1847 Commies derde klasse sowie 1859 Inspecteur der Cultures. Nachdem er 1864 Resident von Madioen wurde, übernahm er 1866 den Posten als Resident von Cheribon und war daraufhin zwischen 1867 und 1869 Direktor der Inländischen Verwaltung von Java. Er engagierte sich als Vorstandsmitglied der Militärischen Gesellschaft Concordia und der Gesellschaft De Harmonia in Batavia sowie Ehrenmitglied der Indischen Landwirtschaftsgesellschaft. Seine Kinder erhielten eine protestantische Erziehung. Im Januar 1870 kehrte er in die Niederlande zurück und war zunächst beurlaubt sowie im Anschluss zwischen dem 1. August 1873 und April 1883 in Niederländisch-Indien ohne öffentliches Amt, ehe er im Februar April 1883 erneut in die Niederlande zurückkehre. Im April 1883 erhielt eine ehrenvolle Entlassung unter Einbehalt der Rente aufgrund eines Fehlers, der unter seiner Verantwortung bei der Zahlung aus der Staatskasse an zwei indische Zuckerfabriken begangen wurde.
Am 23. April 1883 wurde van Bloemen Wanders als Kolonialminister (Minister van Koloniën) in das Kabinett Heemskerk Azn. berufen, wenngleich er lediglich „zweite Wahl“ bei der Besetzung dieses Postens war. Am 22. November 1883 wurde der Haushalt für Niederländisch-Indien aufgrund seiner konservativen Kolonialpolitik von der Zweiten Kammer der Generalstaaten mit 43 zu 35 Stimmen abgelehnt, woraufhin er am 25. November 1883 zurücktrat. Besonders kritisiert wurde das Fehlen von Maßnahmen zur Bewältigung der zunehmenden Defizite im Haushalt Niederländisch-Indiens sowie das Fehlen von Vorschlägen für eine weitere Dezentralisierung und Privatisierung. Daraufhin übernahm Kriegsminister August Willem Philip Weitzel kommissarisch die Amtsführung, ehe Jacobus Petrus Sprenger van Eyk am 27. Februar 1884 neuer Kolonialminister wurde.
Bloemen Waanders, der Ritter des Ordens vom Niederländischen Löwen war, war mit Joanna Geertruida Cornelia de Munnick (10. Januar 1837–Juni 1885) verheiratet.

## Veröffentlichungen
Franciscus Gerard van Bloemen Waanders veröffentlichte unter anderem unter dem Pseudonym Van Blommen verschiedene Bücher. Zu seinen Werken gehören:
- Beschouwingen naar aanleiding van de spoorwegpolitiek van den Minister van Koloniën Van Bloemen Waanders, 1884 (Onlineversion)
- Nederland en Indie. Een noodkreet, S. 1887 (Onlineversion)